# Kaliszany (Sainte-Croix)
Pour les articles homonymes, voir Kaliszany.
Kaliszany est une localité polonaise de la gmina de Wojciechowice, située dans le powiat d'Opatów en voïvodie de Sainte-Croix.